# Pochwa (grzyby)

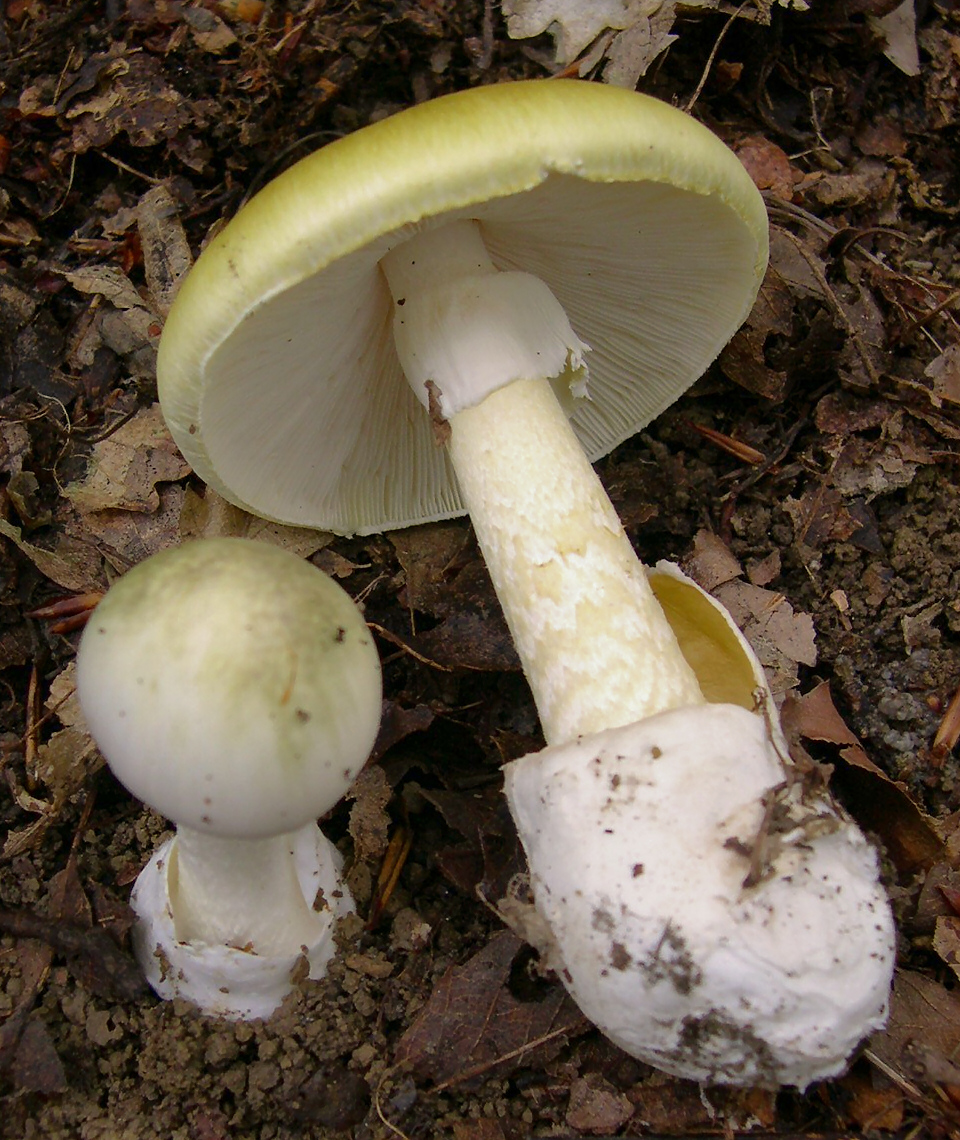
Pochwa u muchomora zielonawego

Pochwa (łac. volvum, ang. volva) – u grzybów kapeluszowych z rzędu pieczarkowców (Agaricales) część osłony całkowitej otaczająca nasadę trzonu, u wnętrzniaków pozostałości perydium otaczającego niedojrzałe owocniki. Podczas wzrostu owocnika osłona ulega rozerwaniu, a jej resztki pozostają na różnych częściach owocnika (w zależności od gatunku), jako łatki, strzępki lub brodawki na kapeluszu, pierścień na trzonie lub pochwa w nasadzie trzonu. Pochwa może być zwisła, postrzępiona lub wałeczkowata, może być pełna lub spękana na kilka płatów. Występowanie pochwy i jej morfologia ma duże znaczenie przy oznaczaniu wielu gatunków, jest np. jedną z ważniejszych cech różniących śmiertelnie trującego muchomora zielonawego (Amanita phalloides) od innych, podobnych gatunków grzybów. Często pochwa grzybów jest częściowo lub całkowicie ukryta pod ziemią, dlatego do identyfikacji potrzebny jest cały owocnik.
Pochwa jest dobrze rozwinięta u gatunków z rodzaju Amanita (muchomor), ale także u wielu innych rodzajów grzybów, m.in. Battarrea (szczudłówka), Volvariella (pochwiak), Volvopluteus, Volvanarius. Występuje także u niektórych gatunków Leucoagaricus, mimo że nie jest to typowa cecha dla tych gatunków. Wśród około 300 gatunków rodzaju Conocybe (stożkówka) 5 ma pochwę.